# Stensvik tegelbruk
Stensvik tegelbruk var en finländsk tillverkare av tegel och dräneringsrör belägen i Stensvik i Esbo i Nyland. Bruket, som grundades av kommerserådet Feodor Tschetschulin år 1861, var i drift fram till 1939. Dess storhetstid inföll i slutet av 1860-talet och början av 1870-talet.
Stensvik tegelbruk sysselsatte som mest 120 personer och producerade omkring tre miljoner tegel per år. Tegel från bruket har bland annat använts vid byggandet av Uspenskijkatedralen i Helsingfors.
Stensviks tegelbruk låg i Stensvik i Esbo, på platsen för det nuvarande köpcentret. År 1881 byggdes en skola för brukets arbetarbarn. Trähuset har bevarats och är idag omgivet av bostadshus. Huset kallas för Kahvi-Kaisas hus.